# Camarles
Camarles é um município da Espanha na comarca do Baixo Ebro, província de Tarragona, comunidade autónoma da Catalunha. Tem 25,2 km² de área e em 2021 tinha 3 220 habitantes (densidade: 127,8 hab./km²).

## Demografia
| Variação demográfica do município entre 1991 e 2004[carece de fontes?] | Variação demográfica do município entre 1991 e 2004[carece de fontes?] | Variação demográfica do município entre 1991 e 2004[carece de fontes?] | Variação demográfica do município entre 1991 e 2004[carece de fontes?] |
| ---------------------------------------------------------------------- | ---------------------------------------------------------------------- | ---------------------------------------------------------------------- | ---------------------------------------------------------------------- |
| 1991                                                                   | 1996                                                                   | 2001                                                                   | 2004                                                                   |
| 2868                                                                   | 2953                                                                   | 2912                                                                   | 3101                                                                   |